# 1644
Évszázadok: 16. század – 17. század – 18. század
Évtizedek: 1590-es évek – 1600-as évek – 1610-es évek – 1620-as évek – 1630-as évek – 1640-es évek – 1650-es évek – 1660-as évek – 1670-es évek – 1680-as évek – 1690-es évek
Évek: 1639 – 1640 – 1641 – 1642 –  1643 – 1644 – 1645 – 1646 – 1647 – 1648 – 1649

## Események

### Határozott dátumú események
- február 2.– 15 ezer főnyi erdélyi seregével I. Rákóczi György Gyulafehérvárról megindul III. Ferdinánd ellen.[1][2]
- február 17. – I. Rákóczi György a magyarországi vármegyékhez intézett kiáltványában felszólítja a rendeket, hogy állítsák vissza a nemzeti királyságot.[1]
- február 23. – III. Ferdinánd magyar király a vármegyékhez küldött körlevelében visszautasítja I. Rákóczi György vádjait.[1]
- március 12. – Kassa bevétele.[2]
- május 25. – Esterházy Miklós nádor a vármegyékhez intézett kiáltványában felszólítja a vármegyéket, hogy térjenek vissza III. Ferdinánd hűségére.[1]
- július 2. – I. Károly angol király Marston Moornál vereséget szenved a parlamentiektől.[3]
- augusztus 7. – Szelepcsényi György pécsi püspököt áthelyezik a veszprémi püspöki székbe.[4]
- október 4. – VIII. Orbán halála után X. Ince kerül a pápai trónra.[5]
- november 23. – Megjelenik John Milton Areopagitica című röpirata az Angol Parlament cenzúra törvénye ellen a szólás- és lelkiismereti szabadság érdekében.

### Határozatlan dátumú események
- április – I. Rákóczi György serege a Vág völgyéig hatol.[2]
- az év folyamán – Li Ce-cseng elfoglalja Peking városát. A Ming-dinasztia utolsó császára felakasztja magát a széndombon. Ezzel véget ér az említett dinasztia uralma Kínában.

## Születések
- augusztus 6. – Louise Françoise de La Baume Le Blanc, francia hercegnő, XIV. Lajos francia király szeretője († 1710)
- augusztus 12. – Heinrich Ignaz Biber cseh-salzburgi zeneszerző, hegedűművész († 1704)
- szeptember 25. – Ole Rømer, dán csillagász, aki 1676-ban elsőként mérte meg közvetetten a fénysebességet († 1710)

Bizonytalan dátum
- Antonio Stradivari, olasz hegedűkészítő († 1737)

## Halálozások
- április 10. – William Brewster, prédikátor, zarándok, a Mayflower utasa (* 1567)
- július 29. – VIII. Orbán pápa (* 1568)[6]
- szeptember 7. – Guido Bentivoglio, bíboros, államférfi és történész (* 1579)
- szeptember 8. – John Coke, angol politikus (* 1563)
- szeptember 8. – Francis Quarles, angol költő (* 1592)
- október 6. – Bourbon Izabella, francia királyi hercegnő, spanyol királyné, IV. Fülöp spanyol király felesége (* 1602)
- november 6. – Thomas Roe, angol diplomata (* 1581)
- november 10. – Luis Vélez de Guevara, spanyol író, drámaíró (* 1579)
- december 30. – Johan Baptista van Helmont flamand vegyész, orvos, fiziológus (* 1579)